# Estación Santa Lucía (Buenos Aires)
Santa Lucía es una estación ferroviaria ubicada en la localidad del mismo nombre, en el Partido de San Pedro, Provincia de Buenos Aires, República Argentina.

## Servicios
No presta servicios de pasajeros, sólo de cargas. Sus vías corresponden al Ramal CC del Ferrocarril General Belgrano. Sus vías e instalaciones están a cargo de la empresa estatal Trenes Argentinos Cargas.
Hasta 1993 pasaban por esta estación los trenes “El Norteño” que unía Retiro con Salta y Jujuy, vía Rosario, Córdoba y Tucumán, y “El Chaqueño” que unía Retiro con Resistencia, vía Rosario, Santa Fe, Tostado y Presidencia Roque Saenz Peña. Desde entonces no corren trenes de pasajeros, y tampoco ha habido iniciativas o proyectos serios para reactivarlos, aunque sí se pensó en usar este ramal del Belgrano para el anunciado y nunca concretado tren de alta velocidad que iba a unir Buenos Aires con Rosario.